# Pinopodium

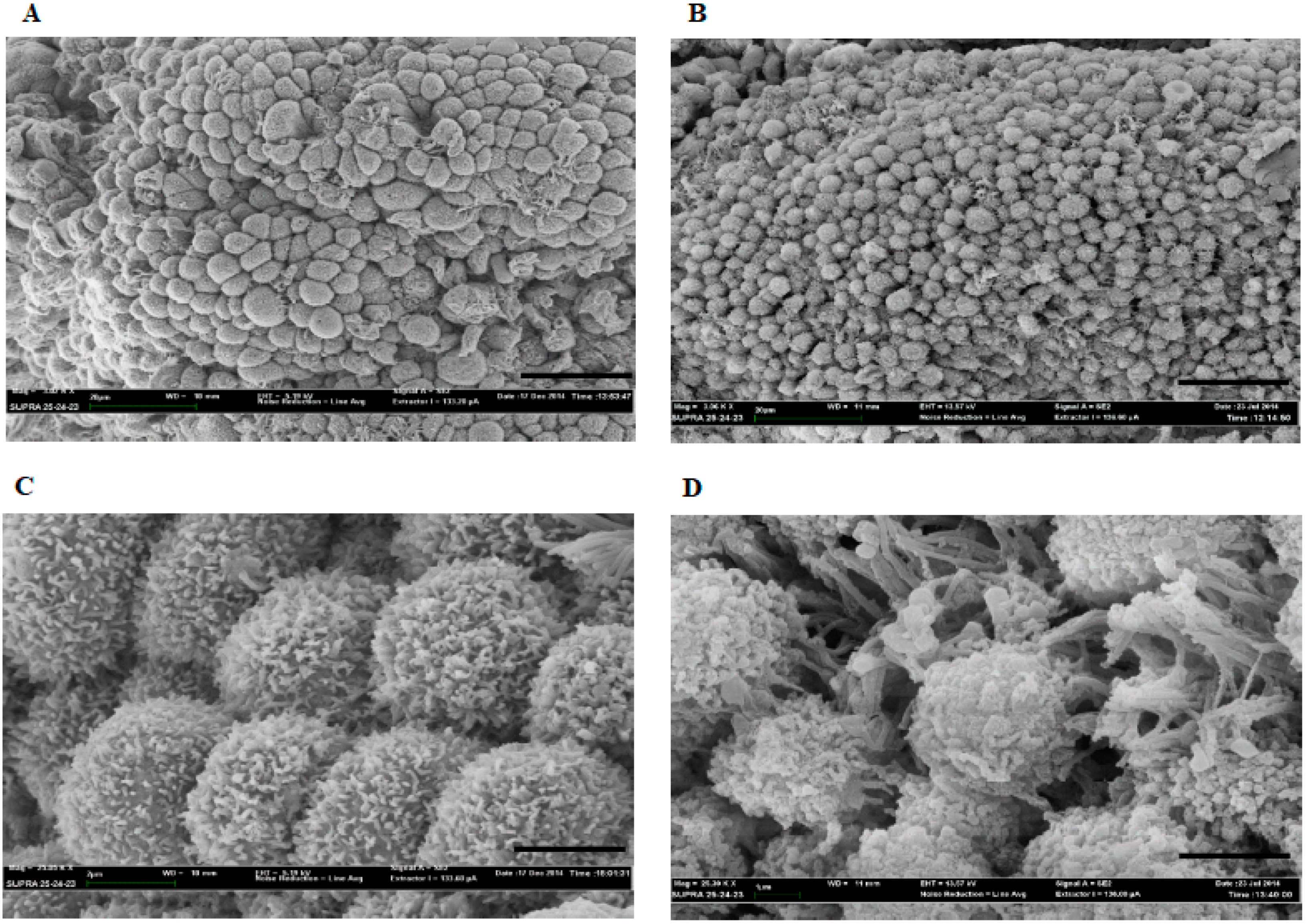
Pinopodia in de baarmoeder van een mens. A, C: baarmoederslijmvliesweefsel uit de controle, B, D: baarmoederslijmvliesweefsel bij herhaaldelijk zwangerschapsverlies

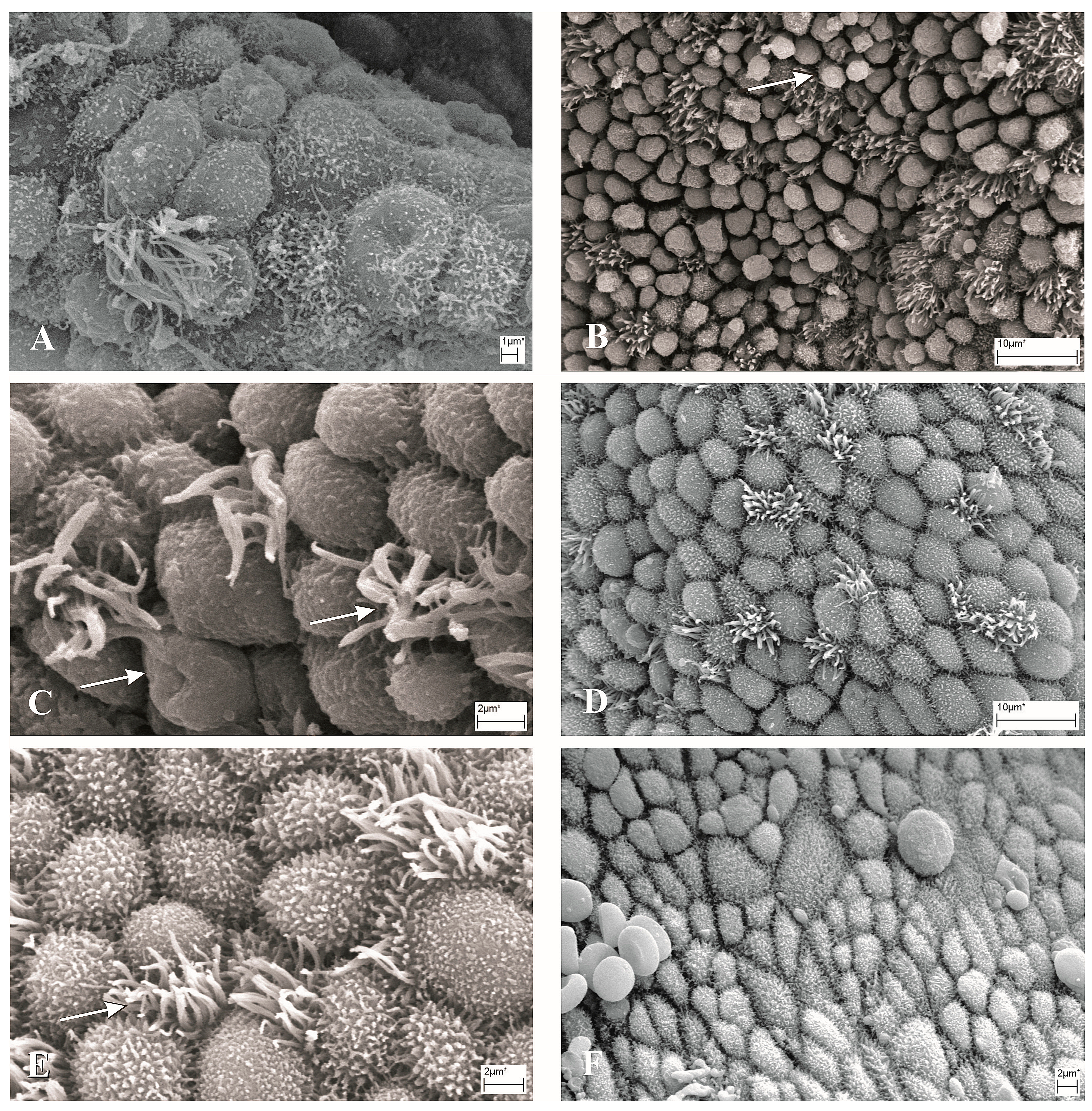
(A) “Kale” endometriumcellen met weinig cilia en microvilli. (B) Verschrompelende pinopodia met gerimpeld oppervlak. (C) “Kale” baarmoederslijmvliescellen met weinig cilia (pijlen). (D) Normale baarmoederslijmvlies secretoire epitheelcellen. (E) Normale baarmoederslijmvlies secretoire epitheelcellen. (F) Epitheelcellen met korte microvilli op het apicale oppervlak

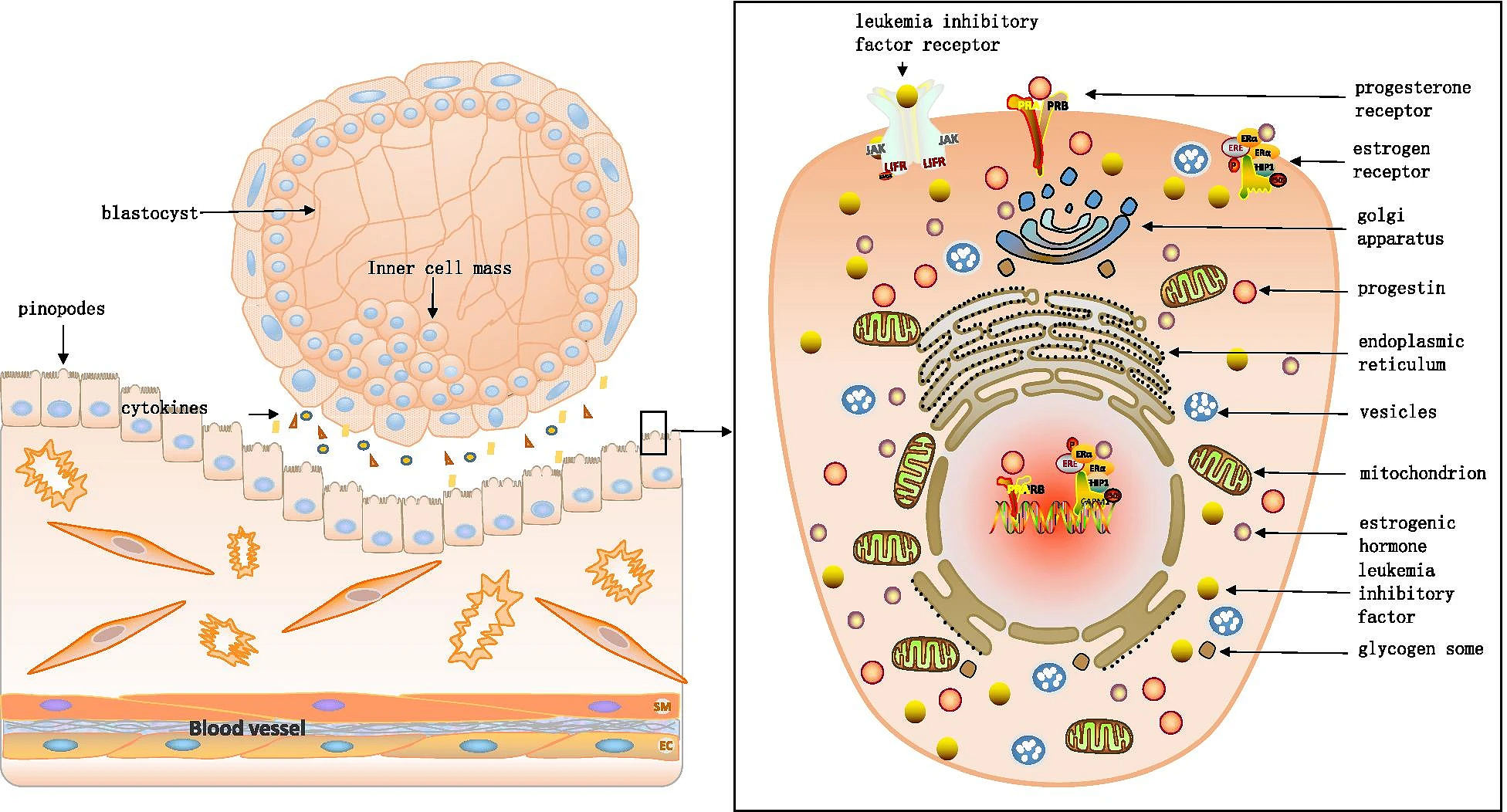
Structuur van een pinopodium bij de mens

Een pinopodium, pinopode of uterodoom is een met vocht gevuld uitsteeksel op het apicale celmembraan van baarmoederepitheelcellen. Ze verschijnen tussen de 20e en 22e dag van de menstruatiecyclus, ongeveer het tijdstip van innesteling (5e tot 7e dag na de bevruchting). Pinopodia blijven slechts maximaal twee dagen bestaan en worden gezien als de ultrastructurele merkers van ontvankelijkheid (decidua). De eerste beschrijving van pinopodesachtige structuren in het menselijk barmoederslijmvlies werd in 1972 door Johannisson en Nilsson beschreven in een elektronenmicroscopieonderzoek.
Hun ontwikkeling wordt bevorderd door progesteron en geremd door oestrogenen. Tijdens het innestelingsvenster wordt de celadhesie van cel tot cel geremd door MUC1, een glycoproteïne aan het celoppervlak, behorend tot de glycocalyx. De pinopodia zijn groter dan de microvilli en steken door de glycocalyx heen, waardoor direct contact met de aanhangende trofoblast mogelijk is. De belangrijkste eigenschap van pinopodia is het verwijderen van glycoproteïnen van de celoppervlakken van de baarmoederepitheelcellen. Er is ook aangetoond dat MUC16 van de celoppervlakken verdwijnt met de ontwikkeling van de pinopodia. Sommige onderzoeken hebben gemeld dat pinopodia trilharen insluiten, wat de beweging van het embryo verhindert en tijdens innesteling nauw contact en hechting van het embryo mogelijk maakt.
Pinopodia brengen baarmoedermelk en de macromoleculen ervan in de cellen via het proces van endocytose. Dit verkleint het volume van de baarmoeder, waardoor de wanden waarin de blastocyste drijft dichter bij de blastocyste komen. De periode van actieve pinopodia zou dus het innestelingsvenster kunnen verkleinen. Pinopodia blijven baarmoedermelk absorberen en verwijderen het grootste deel ervan tijdens de vroege stadia van de innesteling.

## Structuur en morfologie
Pinopodia worden gevormd door de zwelling van deze epitheelcellen en het samensmelten van een aantal microvilli voor het verkrijgen van een maximale grootte. Pinopodia zijn gewoonlijk 5–10 μm groot. Hun structuur is afhankelijk van het stadium van de menstruatiecyclus van het organisme, aangezien pinopodia worden gereguleerd door de geslachtshormonen oestrogeen en progesteron. Studies bij ratten hebben aangetoond dat progesteron de ontwikkeling van pinopodia stimuleert, terwijl oestrogeen verantwoordelijk is voor hun teruggang.
Over het algemeen vindt de eerste ontwikkelingsfase plaats tijdens de vroege luteale fase, rond dag 17-18 van de menstruatiecyclus. Gedurende deze tijd treden uitstulpingen van het celmembraan op. In de tweede midden-luteale ontwikkelingsfase, rond dag 20-22, zijn de pinopodia het meest prominent aanwezig. Tijdens deze fase ziet hun structuur er bolvormig en glad uit, zonder microvilli. Tegen het einde van de secretoire fase, rond dag 23-35, vindt de teruggang plaats. In deze fase verschrompelt de structuur en ziet er rimpelig uit. Niet alle pinopodia op het oppervlak van het baarmoederslijmvlies ontwikkelen zich op hetzelfde moment, wat de verdeling langs het membraan beïnvloedt.
F-actine wordt in pinopodia gevonden. Het cytoskelet bestaat voornamelijk uit actine-microfilamenten. De structuur varieert tussen de soorten. Bij knaagdieren bevatten pinopodia veel vacuolen. Pinopodia bij de mens bevatten geen grote vacuolen, maar hebben wel secretoire blaasjes, een ruw endoplasmatisch reticulum en een golgicomplex. Mitochondriën en glycogeen zijn aangetroffen bij pinopodia van zowel knaagdieren als mensen. De ultrastructuur van pinopodia bij ratten verschilt aanzienlijk van die bij mensen. Bij knaagdieren komen grote vacuolen voor. Terwijl de menselijke pinopoden afkomstig zijn van het gehele oppervlak van de epitheelcel, zijn de pinopodia bij ratten door middel van een verbindingsvoet met de epitheelcel verbonden en bevatten ze een of twee grote vacuolen en ontbreken celorganellen.

## Andere organen en celtypen
Veel andere verschillende organen en celtypen hebben ook pinopodium-achtige (uitpuilende, microvilli-vrije) cellen. Pinopodium-achtige structuren zijn onder andere te zien op het apicale oppervlak van de luchtpijp van de muis, het cumulus-oöcytencomplex van de hond, het diepe klierlumen van het menselijke baarmoederslijmvlies, de eileider van vrouwelijke schildpadden en hagedis.

## Baarmoederslijmvlies ontvankelijkheid
Eerdere literatuur had de betrokkenheid van de pinopodia bij de ontvankelijkheid en innesteling in het baarmoederslijmvlies in twijfel getrokken. In recentere literatuur zijn echter correlaties gevonden tussen de aanwezigheid van pinopodia en de ontvankelijkheid van het baarmoederslijmvlies (decidua). Vrouwen die in-vitrofertilisatie ondergaan en veel pinopodia hebben maken een grotere kans op embryo-innesteling en zwangerschap in vergelijking met vrouwen met een weinig pinodia, Het innestelingsvenster staat bekend als de tijdsperiode waarin het baarmoederslijmvlies ontvankelijk is voor aanhechting van de blastocyst. Doordat de pinopodium ontwikkeling overlapt met het innestelingsvenster, vindt er blastocyste hechting plaats met adhesiemoleculen die nodig zijn voor de innesteling. Uit huidige proeven en onderzoeken is gebleken dat pinopodia een betrouwbare merker voor de ontvankelijkheid van het baarmoederslijmvlies zijn.